# غرايدون كارتر
غرايدون كارتر (بالإنجليزية: Graydon Carter)‏ هو صحفي وكاتب وممثل أمريكي، ولد في 14 يوليو 1949 في تورونتو في كندا.

## أعمال

### أفلام
- (2012) المراجحة[5]
- (2014) هي مضحكة بتلك الطريقة[6][7]

## وصلات خارجية
- غرايدون كارتر على موقع IMDb (الإنجليزية)
- غرايدون كارتر على موقع قاعدة بيانات برودواي على الإنترنت (الإنجليزية)
- غرايدون كارتر على موقع إن إن دي بي (الإنجليزية)
- غرايدون كارتر على موقع قاعدة بيانات الفيلم (الإنجليزية)